# Турчанов В'ячеслав Ігорович
В'ячесла́в І́горович Турча́нов (нар. 3 серпня 1991, Київ, СРСР) — український футболіст, півзахисник клубу «Чайка» (Петропавлівська Борщагівка). Відомий насамперед завдяки виступам у складі київських клубів «Оболонь» та «Арсенал», а також через виступи за молодіжну збірну України.

## Життєпис

### Клубна кар'єра
В'ячеслав Турчанов народився у Києві, де й почав займатися футболом у ДЮФШ «Арсенал». Після закінчення навчання уклав угоду з дніпровським «Дніпром», у складі якого перебував протягом двох років, однак жодного разу до заявки першої команди так і не потрапив, задовольняючись іграми за молодіжний склад. У 2010 році В'ячеслав перейшов до лав столичної «Оболоні». 6 листопада 2011 року дебютував в Прем'єр-лізі, вийшовши у стартовому складі команди на матч проти «Шахтаря». За результатами сезону «пивовари» втратили право на виступ у найвищому дивізіоні, а після кількох місяців участі у змаганнях першої ліги і зовсім знялися зі змагань. Другу половину сезону 2012/13 Турчанов провів у складі рідного для себе «Арсенала».
Влітку 2013 року півзахисник перейшов до футбольного клубу «Полтава», де нарешті зміг себе проявити повною мірою та здобути місце у основному складі. Втім, після закінчення першої частини сезону 2014/15 В'ячеслав залишив команду і продовжив виступи на аматорському рівні, захищаючи кольори «Чайки» з Петропавлівської Борщагівки.
1 березня 2016 року уклав професійну угоду з ФК «Арсенал-Київ», що виступав у другій лізі.

### Виступи у збірній
До юнацьких збірних України почав залучатися з 2006 року, ще під час навчання у академії київського «Арсенала». Був одним з лідерів юнацької збірної (U-17), де виступав поряд з майбутніми гравцями національної збірної Сергієм Кривцовим та Богданом Бутком, однак в подальшому перестав регулярно викликатися до збірної і з'являвся у її складі лиш епізодично. У 2012 році тренер молодіжної збірної України Павло Яковенко запросив Турчанова для участі у Кубку Співдружності 2012, де він провів за «молодіжку» два матчі — проти Киргизстану та Латвії.